# Polly – Ein Engel auf Erden
Polly – Ein Engel auf Erden ist ein für das Fernsehen produzierter Musikfilm von Debbie Allen aus dem Jahr 1989.

## Handlung
Alabama während der Rassentrennung in den 1950er-Jahren: Die Waise Polly Whittier ist eine Nachfahrin von der Gründungsfamilie einer kleinen Stadt in den Südstaaten namens Harrington. Die Stadt wird durch eine Schlucht getrennt, und die Brücke darüber ist schon seit vielen Jahren kaputt und unbegehbar. In der Stadt herrscht ein Klima des Misstrauens, bis Polly es schafft, die Leute zu überzeugen, die guten Seiten des Lebens anzusehen und endlich die Vorurteile zu beheben. Die Situation im Dorf verbessert sich, doch dann fällt Polly von einem Baum und erleidet eine Rückenverletzung.

## Hintergrund
Butterfly McQueen, vor allem bekannt durch ihren Auftritt in Vom Winde verweht, spielte ihre letzte Rolle als Miss Priss.

## Auszeichnungen
Der Film wurde 1990 für zwei Emmy Awards in der Kategorie Outstanding Cinematography for a Miniseries or a Special für Isidore Mankofsky und Outstanding Achievement in Choreography für Debbie Allen nominiert. Keshia Knight Pulliam und Brandon Quintin Adams wurden für den Young Artist Award nominiert.